# 1892 en musique classique
| \| • Retour à la chronologie générale de la musique classique • \| |
| Grèce • Rome • Haut Moyen Âge • VIIIe siècle • IXe siècle • Xe siècle • XIe siècle XIIe siècle • XIIIe siècle • XIVe siècle • XVe siècle • XVIe siècle • XVIIe siècle XVIIIe siècle • XIXe siècle • XXe siècle • XXIe siècle |
| • Retour à la chronologie générale de la musique classique • |

| Années en musique classique : 1889 - 1890 - 1891 - 1892 - 1893 - 1894 - 1895    |
| Décennies en musique classique : 1860 - 1870 - 1880 - 1890 - 1900 - 1910 - 1920 |

## Événements
- 20 janvier : La Wally, opéra d'Alfredo Catalani, créé à La Scala de Milan.
- 16 février : Werther, drame lyrique de Jules Massenet, créé à Vienne.
- 21 février : Mala Vita, opéra d'Umberto Giordano, créé au Teatro Argentina, Rome.
- 4 mars : le Concert pour piano, violon et quatuor à cordes d'Ernest Chausson est créé à Bruxelles avec Auguste Pierret (piano), Eugène Ysaÿe (violon) et le quatuor Crickboom.
- 17 mars : le Concerto pour piano no 1 de Rachmaninov, créé par l'orchestre des étudiants du conservatoire de Moscou sous la baguette de Safonov avec le compositeur au piano (la version révisée créée en 1919).
- 8 avril : Quatuor à cordes no 2 en fa mineur de Carl Nielsen, créé en public à Copenhague (création privée en 1890).
- 24 avril : Mazeppa, opéra de Clémence de Grandval, créé à Bordeaux.
- 28 avril : Kullervo, poème symphonique de Jean Sibelius, créé sous la direction de l'auteur.
- 21 mai : Pagliacci, opéra de Ruggero Leoncavallo, créé au Teatro Dal Verme à Milan.
- 5 juillet : Elaine, opéra d'Herman Bemberg, créé  au Covent Garden à Londres.
- 24 septembre : ouverture du théâtre Unter den Linden à Berlin avec l'opérette Daphne d'Adolf Ferron et le ballet Die Welt in Bild und Tanz de Gaul et Haßreiter.
- 21 octobre : création du Te Deum d'Antonin Dvořák au Carnegie Hall de New York.
- 1er novembre : Mlada, opéra-ballet de Nicolaï Rimski-Korsakov, créé à Saint-Pétersbourg.
- 18 décembre : 
  - Casse-noisette, ballet-féerie de Piotr Ilitch Tchaïkovski, créé au Théâtre Mariinsky à Saint-Pétersbourg sous la direction de Riccardo Drigo et chorégraphié par Lev Ivanov.
  - Yolanda, opéra de Piotr Ilitch Tchaïkovski, créé au Théâtre Mariinsky à Saint-Pétersbourg.
  - Symphonie no 8, d'Anton Bruckner, créée à Vienne sous la direction de Hans Richter.

Date indéterminée
- Claude Debussy commence à composer Prélude à l'après-midi d'un faune, musique inspiré d’un poème de Mallarmé (fin en 1894).
- le Quintette à cordes en la majeur  est composé par Alexandre Glazounov.
- The Light of Asia, opéra d'Isidore de Lara, créé au Covent Garden à Londres.
- Alexandre Scriabine écrit la Sonate no 1 pour piano en fa mineur (Op. 6).

## Naissances

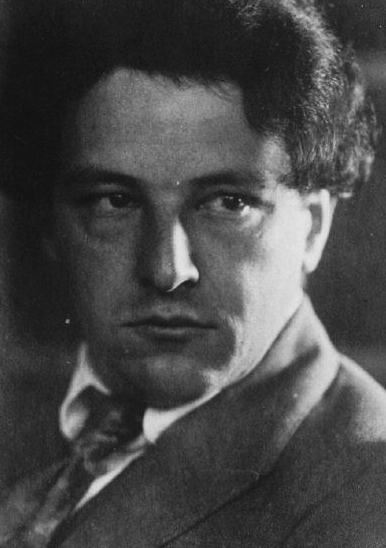
Arthur Honegger

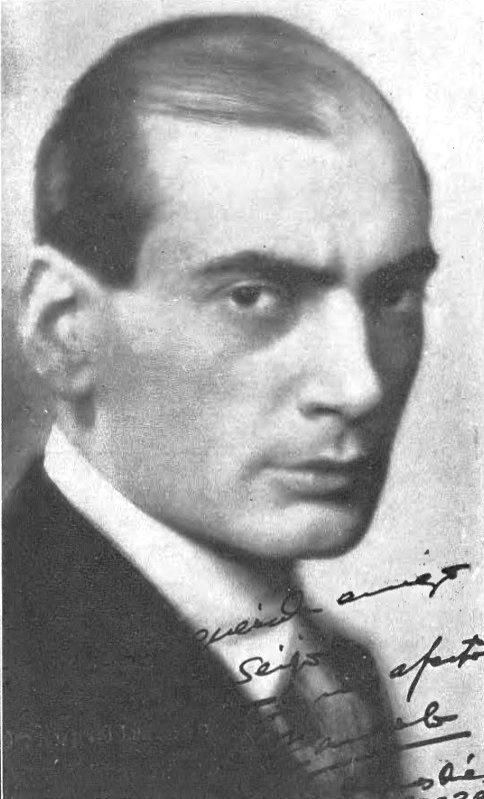
Manuel Quiroga Losada

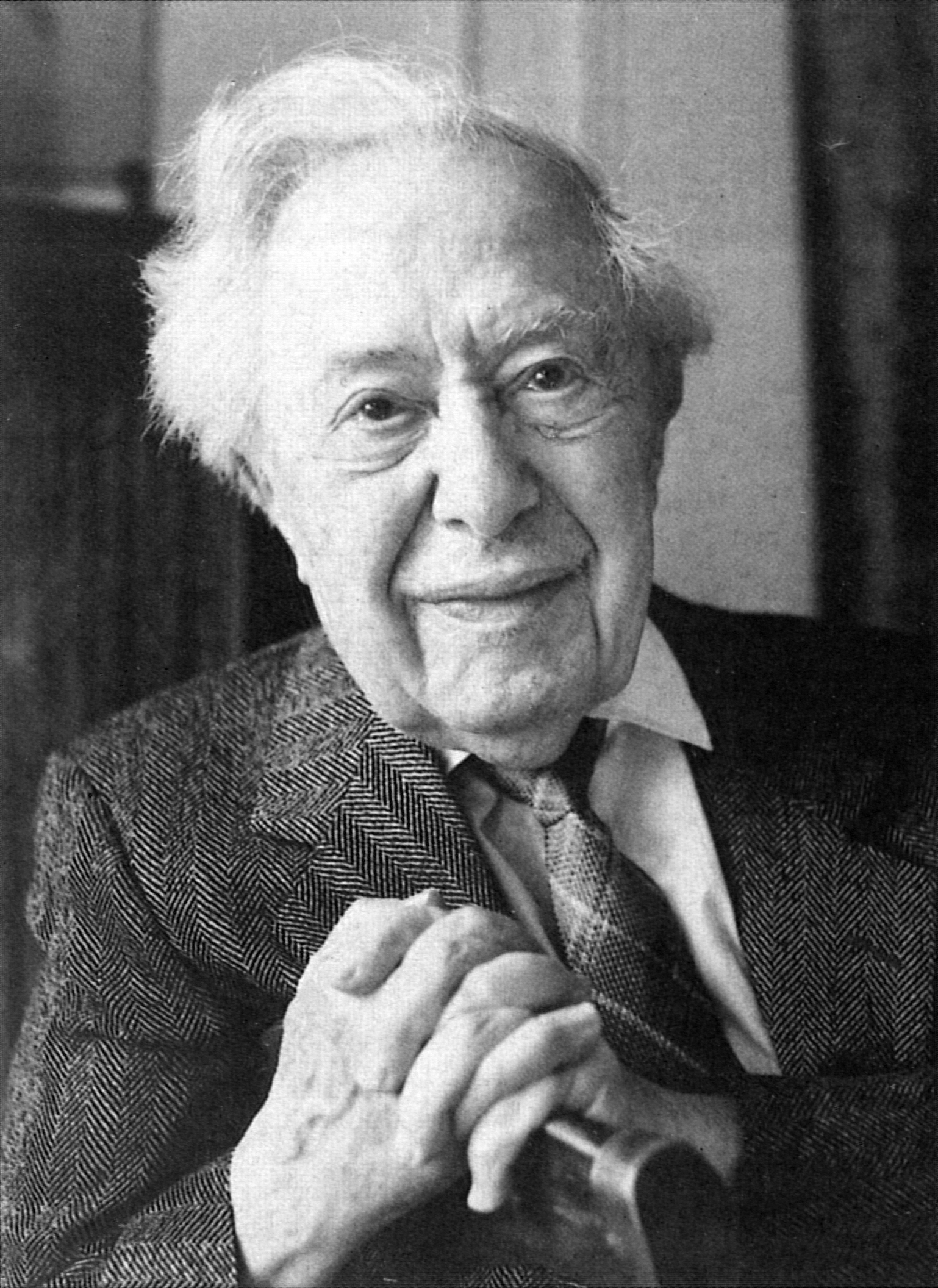
Mieczysław Horszowski

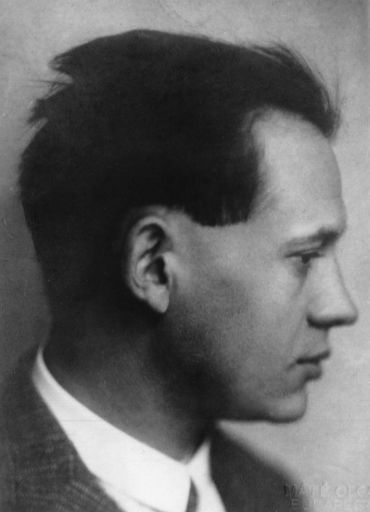
László Lajtha

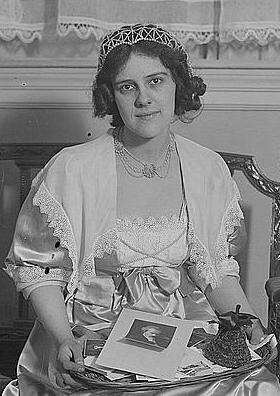
Beatrice Harrison

- 1er janvier : Artur Rodziński, chef d'orchestre polonais († 27 novembre 1958).
- 23 janvier : Rollo Myers, musicographe et critique musical  britannique († 1er janvier 1985).
- 4 février : Yrjö Kilpinen, compositeur finlandais († 2 mars 1959).
- 10 mars :
  - Arthur Honegger, compositeur suisse († 27 novembre 1955).
  - Eva Turner, soprano anglaise († 16 juin 1990).
- 13 mars : Alec Rowley, compositeur anglais († 11 janvier 1958).
- 2 avril : Rudolf Bockelmann, baryton "Kammersänger" allemand († 9 octobre 1958).
- 4 avril : Clotilde Coulombe, pianiste, professeur de musique et religieuse québécoise († 13 mai 1985).
- 10 avril :
  - Gaston Poulet, violoniste et chef d’orchestre français († 14 avril 1974).
  - Victor de Sabata, chef d'orchestre et compositeur italien († 11 décembre 1967).
- 15 avril : Manuel Quiroga Losada, violoniste et compositeur espagnol († 19 avril 1961).
- 19 avril : Germaine Tailleferre, compositrice française († 7 novembre 1983).
- 21 avril : Jaroslav Kvapil, compositeur, professeur, chef d'orchestre et pianiste tchèque († 18 février 1958).
- 22 avril : Nicolas Obouhov, compositeur russe moderniste et mystique († 13 juin 1954).
- 26 avril : Florence Austral, soprano australienne († 15 mai 1968).
- 28 avril : Georges Antoine, compositeur belge († 13 novembre 1918).
- 30 avril : Norbert Sprongl, compositeur autrichien († 26 avril 1983).
- 14 mai : Arthur Lourié, compositeur américain d'origine russe († 12 octobre 1966).
- 18 mai : Ezio Pinza, basse italienne († 9 mai 1957).
- 30 mai : Ernst Bachrich, pianiste, compositeur, chef d'orchestre autrichien († 10 ou 11 juillet 1942).
- 31 mai : Louis Fourestier, violoncelliste, chef d'orchestre et compositeur français († 30 septembre 1976).
- 13 juin : Valeria Barsova, chanteuse soprano lyrique colorature russe et soviétique († 13 décembre 1967).
- 17 juin : Georges Jouatte, chanteur d'opéra (ténor) et un professeur de chant français († 13 février 1969).
- 18 juin : Eduard Steuermann, pianiste et compositeur américain d'origine polonaise († 11 novembre 1964).
- 21 juin : Hilding Rosenberg, compositeur, chef d'orchestre et organiste suédois († 18 mai 1985).
- 22 juin : Emil Telmányi, violoniste, chef d'orchestre et pédagogue hongrois († 13 juin 1988).
- 23 juin :
  - Mieczysław Horszowski, pianiste polonais († 22 mai 1993).
  - Adrien Rougier, organiste, facteur d'orgue, chef d'orchestre et compositeur français († 1er juillet 1984).
- 30 juin : László Lajtha, compositeur, ethnomusicologue, chef d'orchestre et pédagogue hongrois († 16 février 1963).
- 10 juillet : Ján Móry, compositeur et pédagogue slovaque († 5 mai 1978).
- 11 juillet : Giorgio Federico Ghedini, compositeur italien († 25 mars 1965).
- 26 juillet :
  - Enric Casals i Defilló, compositeur et violoniste catalan († 31 juillet 1986).
  - Philipp Jarnach, pianiste et compositeur allemand, d'origine espagnole († 17 décembre 1982).
- 14 août : Kaikhosru Shapurji Sorabji, compositeur britannique († 15 octobre 1988).
- 15 août : Knud Jeppesen, musicologue et compositeur danois († 14 juin 1974).
- 2 septembre : Felix Wolfes, compositeur et chef d'orchestre allemand († 28 mars 1971).
- 4 septembre : Darius Milhaud, compositeur français († 22 juin 1974).
- 5 septembre : Joseph Szigeti, violoniste américain d'origine hongroise († 19 février 1973).
- 12 septembre : Mario Altéry, ténor français († 14 mars 1974).
- 17 septembre : Hendrik Andriessen, compositeur néerlandais († 12 avril 1981).
- 3 octobre : Maurice Maréchal, violoncelliste français († 19 avril 1964).
- 11 octobre : Richard Burgin, violoniste américain d'origine polonaise († 29 avril 1981).
- 17 octobre : Herbert Howells, compositeur, organiste et pédagogue anglais († 23 février 1983).
- 19 octobre : Ilmari Hannikainen, pianiste et compositeur finlandais († 25 juillet 1955).
- 24 octobre : Marius Casadesus, compositeur et violoniste français († 13 octobre 1981).
- 2 novembre : Paul Abraham, compositeur hongrois († 6 mai 1960).
- 5 novembre : Henri Sauveplane, compositeur et critique musical français († 30 octobre 1942).
- 17 novembre : Max Deutsch, compositeur, chef d'orchestre et professeur de composition franco-autrichien († 22 novembre 1982).
- 24 novembre : Isidore Achron, pianiste et compositeur († 12 mai 1948).
- 9 décembre : Beatrice Harrison, violoncelliste britannique († 10 mars 1965).
- 11 décembre : 
  - Paul Fiévet, compositeur français († 15 mars 1980).
  - Giacomo Lauri-Volpi, ténor italien († 17 mars 1979).
- 17 décembre : Henri Gil-Marchex, pianiste et compositeur français († 22 novembre 1970).

## Décès
- 10 janvier : 

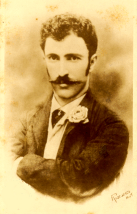
Alexandre Levy

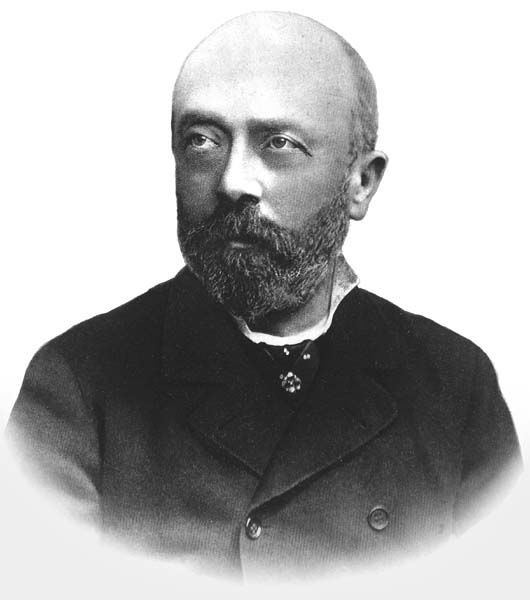
Felix Otto Dessoff

  - Jean-Baptiste Chollet, baryton français (° 20 mai 1798).
  - Heinrich Dorn, compositeur allemand (° 14 novembre 1804).
- 17 janvier : Alexandre Levy, compositeur, pianiste et chef d'orchestre brésilien (° 10 novembre 1864).
- 13 février : Joseph Massart, violoniste belge (° 19 juin 1811).
- 11 mars  : Caroline Reinagle, compositrice, pianiste et écrivain anglaise (° 1er mai 1817).
- 20 mars : Arthur Goring Thomas, compositeur anglais (° 10 novembre 1850).
- 26 mars : Amédée Artus, chef d'orchestre et compositeur français (° 28 octobre 1815).
- 22 avril : Édouard Lalo, compositeur français (° 27 janvier 1823).
- 1er mai : Francesco Lamperti, musicien, professeur de chant et écrivain italien (° 11 mars 1813).
- 2 mai : Wilhelm Rust, musicologue (spécialiste de Bach) et compositeur allemand (° 15 août 1822).
- 4 mai : Casimir Théophile Lalliet, hautboïste et compositeur français (° 5 décembre 1837).
- 6 mai : Ernest Guiraud, compositeur et pédagogue français (° 23 juin 1837).
- 13 mai : Ferdinand Poise, compositeur français, auteur d’opéra-comiques (° 3 juin 1828).
- 20 mai : Jules Duprato, compositeur français (° 20 juillet 1827).
- 15 août : Armand Limnander de Nieuwenhove, compositeur belge (° 22 mai 1814).
- 30 septembre : Hector Crémieux, librettisite français d'Orphée aux Enfers (° 10 novembre 1828).
- 12 octobre : Leopold von Zenetti, compositeur autrichien (° 15 novembre 1805).
- 28 octobre : Felix Otto Dessoff, chef d'orchestre et compositeur allemand (° 14 janvier 1835).
- 3 novembre : Hervé, compositeur, auteur dramatique, acteur, chanteur, metteur en scène et directeur de troupe français.
- 30 novembre : Anne Charton-Demeur, soprano dramatique française (° 5 mars 1824).
- 26 décembre : Jean-Alexandre Talazac, ténor français (° 16 mai 1853).